# The Regime (гурт)
The Regime (також відомий як The Smoke-A-Lot Regime та The Regime Dragon Gang) — американський хіп-хоп колектив, створений репером Yukmouth у 1997 р. До початкового складу входили: Tech N9ne, Фетс Боссі, Madmax, Poppa LQ, Діззл Дон і Govnormatic. Невдовзі до гурту приєдналися Gonzoe з реп-гурту Kausion та Lil Ke. Учасники гурту представляють різні штати й міста країни.
Назва гурту — наслідок перегляду Yukmouth старих фільмів про нацистів, де згадувалося словосполучення «The Hitler Regime» (укр. «Гітлерівський режим»). Колектив є підписантом Smoke-A-Lot Records, лейблу виконавця, й має на логотипі дракона, який також присутній на логотипі компанії.

## Склад

### Теперішні учасники
| - Ampichino - BG Bulletwound - Chop Black - Дрю Даун - Freeze - Kuzzo Fly | - Monsta Ganjah - Rahmean - Tech N9ne - T-Lew - Young Bossi - Yukmouth - Лі Мейджорс |

### Колишні учасники
| - Basek - Boss Tone - C-Bo - Chino Nino - Dizzle Don - DJ Fingaz - Dorasel - E-Blak - Gov Matic - Grant Rice - I-Rocc - Jamal - J-Stone - K.P. - Lil Ke | - Madd Maxx - Messy Marv - Ms. Story - Nyce - Phats Bossi - Pretty Black (пом.) - Slam (Def Ch!ld) - The Realest - The Reason - The Fleet - Yung Skrilla - Дон Меніс - Дон Страйк - Кенні Кінґпін (у минулому Poppa L.Q.) - Марк Шайст |

## Дискографія

### Студійні альбоми
- 2013: Dragon Gang[3]

### Мікстейпи
- 2005: All Out War, Volume 1
- 2005: All Out War, Volume 2
- 2006: All Out War, Volume 3
- 2013: The Last Dragon[4]